# Elena Logofătu
Elena Logofătu (n. 30 aprilie 1997, Suceava, România) este o canotoare română. A reprezentat România la Jocurile Olimpice de vară din 2020 de la Tokyo.
La Campionatele Mondiale de Tineret (sub 23) din 2018 a câștigat medalia de aur.